# Huntington Beach, California
Huntington Beach là một thành phố tại quận Cam, phía nam tiểu bang California, Hoa Kỳ. Thành phố nằm trong Vùng Đại Los Angeles. Dân số theo điều tra năm 2005 của Cục điều tra dân số Hoa Kỳ là 194.436 người, theo điều tra năm 2011 thành phố có 189.992 dân, diện tích là km². Thành phố Huntington Beach có 13,7 km bãi biển, khí hậu ôn hòa và là địa điểm lướt sóng phổ biến. Thành phố này giáp với Thái Bình Dương về phía tây nam, Seal Beach ở phía tây bắc, giáp Costa Mesa ở phía đông, Newport Beach về phía đông nam, giáp Westminster ở phía bắc, và Fountain Valley phía đông bắc.
Khu vực này ban đầu bị là nơi sinh sống của những người Tongva. Khu định cư châu Âu có từ khi một người lính Tây Ban Nha, Manuel Nieto, năm 1784 đã nhận được một khoản trợ cấp đất Tây Ban Nha là 300.000 mẫu Anh (1.200 km²), Rancho Los Nietos, như một phần thưởng cho quá trình trong quân ngũ của anh và khuyến khích định cư tại Alta California.